# Championnats d'Europe de gymnastique rythmique 1995
Navigation
Édition précédente Édition suivante
Les championnats d'Europe de gymnastique rythmique 1995, onzième édition des championnats d'Europe de gymnastique rythmique, ont eu lieu en 1995 à Prague, en République tchèque.